# Luis Espinosa Alcalá
José Luis de Gonzaga Espinosa de los Monteros y Alcalá (21 de junio de 1932 - 1 de enero de 2009) más conocido como Luis Espinosa Alcalá, nació y falleció en Mérida, Yucatán, México. Fue un poeta y compositor mexicano, promotor de la música regional yucateca.

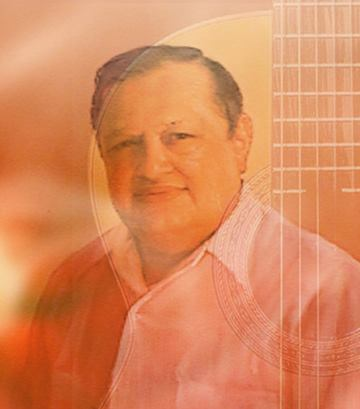
Luis Espinosa Alcalá, el Paisajista Musical del Mayab.

## Historia
Al afamado compositor Espinosa-Alcalá se le denomina el "Paisajista Musical del Mayab" por su delicada écfrasis para describir los lugares y particularidades culturales de su tierra natal, creando sin intencionalidad el estilo paisajista regional que diversos compositores peninsulares adoptan en yuxtaposición al simple romanticismo que imperaba en su época. La hipotiposis de la letra de sus poemas en combinación con la música de sus canciones, logran que propios y extraños puedan captar de forma vívida el regionalismo y la abstracta "identidad yucateca".
En su obra se reconocen también composiciones románticas que aluden a una respuesta sensorial positiva en intérpretes y público. Se integran por metáforas de elevada significación, usando la crítica vacía solo para evidenciar una falta de sentimiento.
Muchas de sus canciones son clásicos de la trova yucateca, como "A Yucatán", "Guitarrita Yucateca" y "Flamboyán del Camino" del género paisajista, y en la línea romántica figuran "Ríe", "Silencio Azul", "Cuándo" ganadora en 1950 Festival de la Canción Yucateca y "La Tormenta" ganadora del Festival Nacional Guty Cárdenas, entre otras.
Su óleo forma parte de la galería de autores y compositores yucatecos en el Museo de la Canción Yucateca, también se le otorgó la reservada Medalla Guty Cárdenas y fue nombrado por las ciudades hermanas de Mérida de España, Venezuela y México como Cantor de las Méridas del Mundo, por ser el primer compositor en componer canciones a dichas ciudades, incluyendo su Trilogía Emeritense: "Novia del Guadiana", "Mérida Venezolana" y "Mérida Colonial".
Espinosa-Alcalá fue un incansable productor y promotor musical, bajo los sellos "Orbit Musical" y "LEA", además de disqueras Nacionales como Discos Cisne y Mussart, con los que produjo alrededor de 40 álbumes incluyendo tanto canciones de su propia autoría, como de otros compositores, principalmente originarios de la Península de Yucatán, impulsando a diversos músicos, autores e intérpretes de géneros diversos, dando cabida, además de la base de trovadores, a orquestas típicas y jaraneras, canto nuevo, música clásica, grupos de música popular e intérpretes de Bel Canto.
Es de destacar que la obra de este compositor ejerce una fuerte influencia sobre las subsecuentes generaciones de autores de música regional yucateca. El éxito de sus canciones las ha llevado a que sean utilizadas como modelo, resultando algunas veces esto en una suerte de pseudoplagio.
Desde el 22 de marzo de 2010, Luis Espinosa Alcalá forma parte de los yucatecos ilustres que descansan en el Monumento a los Creadores de la Canción Yucateca, a lado de Guty Cárdenas, Ricardo Palmerín, Pepe Domínguez, y demás personajes.